# Adrie Grootens
Adrianus Johannes (Adrie) Grootens (Bergen op Zoom, 15 juli 1864 - Bloemendaal, 27 oktober 1957) was een Nederlands schilder, graficus en glazenier. 
Grootens was op 8-jarige leeftijd leerling op de tekenschool in Bergen op Zoom, en later is hij leerling geweest van Jan Karsenboom. Naast schilder was hij ook glazenier. De glas-in-loodramen in de raadzaal en in de burgerzaal van het stadhuis van Enschede (1933) zijn van zijn hand. Ook was hij graficus. Hij heeft etsen en litho's voor boekomslagen, titelbladen enz. gemaakt. In het houtsnedennummer van het tijdschrift Wendingen uit 1919 heeft hij een houtsnede in Perenkops, gedrukt op Japans rijstpapier, gemaakt. 
- Biografisch Portaal: 87595338
- RKD-Nederlands Instituut voor Kunstgeschiedenis: 34192